# Friedrich Oswald Sauerbronn
Friedrich Oswald Sauerbronn (Hilsbach, 29 de fevereiro de 1784 — Nova Friburgo, 4 de dezembro de 1864) foi o primeiro pastor luterano do Brasil e da América Latina, fundando em 3 de maio de 1824 a  Comunidade Evangélica de Confissão Luterana de Nova Friburgo, Rio de Janeiro.
O Pastor Sauerbronn foi pároco em Becherbach bei Kirn, na Alemanha, entre 1809 a 1821.Era casado com Charlotte Wilhelmine Kühlenthal. Chegou ao Brasil a bordo do navio Argus, o primeiro a trazer imigrantes alemães ao Brasil. Sua esposa, que estava gravida quando embarcou no navio "Argus", faleceu em 18 de novembro de 1823 ao dar a luz.
Menos de duas semanas após sua chegada, sepultou seu filho, Peter Leopold, que havia nascido durante a viagem. Para o sepultamento, recebeu a doação de um pedaço de terra, surgindo assim o Cemitério Evangélico Luterano "Jardim da Paz".
Casou-se novamente com Susanna Christina Storck em 1825. Era filha de Jacob Storck e Anna Clara Reheis, nasceu em Nov. 11, 1805 em Blödesheim, Osthofen, Hessen-Darmstadt e morreu em Set. 20, 1889 em Nova Friburgo.
Ao todo, Friedrich Oswald Sauerbronn teve 22 filhos.
Enfrentou inúmeras adversidades ao longo dos anos, pelos atrasos no pagamento de seu ordenado, mas nunca abandonou sua funções de pastor.